# سانتا ورسولا
سانتا ورسولا (به اسپانیایی: Santa Úrsula) یک شهرستان در اسپانیا با جمعیت ۱۴٬۳۷۴ نفر است که در جزایر قناری واقع شده‌است.